# NGC 5534
NGC 5534 is een balkspiraalstelsel in het sterrenbeeld Maagd. Het hemelobject werd op 17 mei 1881 ontdekt door de Franse astronoom Édouard Jean-Marie Stephan.

## HD 125184
Vanaf de Aarde gezien bevindt NGC 5534 zich schijnbaar net ten noordwesten van de voorgrondster HD 125184 (magnitude +6). Deze gemakkelijk waarneembare ster kan bijgevolg als gidsster fungeren om met behulp van een telescoop op zoek te gaan naar het sterrenstelsel.
Waarnemers in de Benelux kunnen, aan de hand van NGC 5534 en gidsster HD 125184, op zoek gaan naar de gordel van geostationaire satellieten. De telescoop met volgmechanisme dient naar NGC 5534 (of HD 125184) gericht te worden, de geostationaire satellieten bewegen traag doorheen het beeldveld.

## Synoniemen
- MCG -1-36-14
- MK 1379
- VV 615
- IRAS 14150-0711
- PGC 51055